# Daniel Risch
Daniel Risch (ur. 5 marca 1978 w Grabs) – liechtensteiński polityk i informatyk, w latach 2017–2021 wicepremier oraz minister infrastruktury, gospodarki i sportu w rządzie Adriana Haslera, od 2021 do 2025 premier i minister finansów.

## Życiorys
Ukończył szkołę średnią w Vaduz. W latach 1999–2003 studiował zarządzanie przedsiębiorstwem na Uniwersytecie w St. Gallen, a także na uczelniach w Zurychu i Monachium. Odbył studia doktoranckie na Uniwersytecie we Fryburgu (2004–2007), doktoryzował się z informatyki ekonomicznej. W latach 2004–2007 wykładał w Fachhochschule Nordwestschweiz. Później do 2014 pracował w firmie konsultingowej Unic AG w Zurychu i Bernie, m.in. jako dyrektor do spraw marketingu. W latach 2015–2017 był dyrektorem do spraw marketingu w Liechtensteinische Post AG. Współtwórca festiwalu kulturalno-muzycznego FL1.LIFE.
Zaangażował się w działalność polityczną w ramach Unii Patriotycznej (VU). W 2016 został członkiem prezydium tego ugrupowania. W marcu tego samego roku powierzono mu stanowisko wicepremiera w rządzie Adriana Haslera. Został wówczas również ministrem infrastruktury, gospodarki i sportu. Przed wyborami w 2021 ogłoszony kandydatem swojej partii na premiera. Unia Patriotyczna zajęła w nich pierwsze miejsce, nieznacznie wyprzedzając FBP.
25 marca 2021 został wybrany na nowego premiera Liechtensteinu. W swoim tworzonym przez koalicję VU i FBP gabinecie został także ministrem finansów. W lutym 2024 ogłosił swoją rezygnację z ubiegania się o urząd premiera po wyborach w 2025. 10 kwietnia 2025 jego następczynią na tym urzędzie została Brigitte Haas.